# 段少连
段少连（994年—1039年8月26日），字希逸，开封人。
其母夢到有鳳凰集中在家裡，醒來後生少连。早年為秘书省校书郎、知崇阳县。段少连與曹修古、殿中侍御史郭劝、杨偕，遇事弹劾无所阿避，当时号称“四御史”。官至龍圖閣直學士。

## 延伸阅读
[在维基数据编辑]
 《宋史·卷297》，出自脱脱《宋史》